# Richard Trench
Richard Le Poer, II conte Trench di Clancarty (1767 – Kinnegad, 1837), è stato un politico inglese.
Nel 1796 fu eletto al parlamento irlandese e spiccò fin da principio come sostenitore di William Pitt il Giovane, il che gli procurò (1808) il seggio alla Camera dei Lord.
Già commissario per l'India (1804) divenne (1807) ministro delle poste e poi ministro del commercio (1813).
Divenne poi ambasciatore nei Paesi Bassi e rappresentante inglese al Congresso di Vienna (1815). Infine fu nuovamente ambasciatore nei Paesi Bassi, ove trattò una possibile abolizione della schiavitù.